# Jeûne genevois
Le Jeûne genevois est un jour férié célébré dans le canton de Genève (Suisse) le jeudi qui suit le premier dimanche de septembre. Les autres cantons suisses commémorent le Jeûne fédéral le troisième dimanche de septembre.
On attribue généralement l'origine du Jeûne genevois au massacre de la Saint-Barthélemy, ce que dément Olivier Fatio, directeur de l'Institut d'histoire de la Réformation, car des jeûnes étaient célébrés en Suisse bien avant cet évènement.
Alors que le jeûne est relativement peu pratiqué de nos jours, la tradition veut que les Genevois dégustent la traditionnelle tarte aux pruneaux, seule nourriture accordée aux pratiquants.

## Histoire

### Vieille tradition

Représentation du massacre de la Saint-Barthélemy considéré à tort comme à l'origine du Jeûne genevois

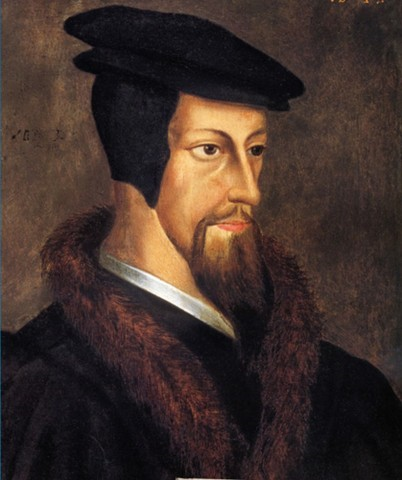
Jean Calvin, instigateur du protestantisme genevois

La pratique des jeûnes en Suisse remonte au XVe siècle : 
« Déjà en 1480 et en 1483, la Diète se préoccupait d'organiser des journées de pénitence et d'action de grâces, mais laissait aux cantons la décision à cet égard : ainsi les « jeûnes » prenaient des formes diverses selon les lieux : pèlerinages, processions, litanies, jeûnes proprement dits. »
Les théologiens réformés conservent la pratique du jeûne qui est considéré comme nécessaire pour soutenir la prière. Au XVIe siècle, la pratique est courante en Europe et veut qu'à chaque évènement grave (peste, guerre, famine, etc.) soit consacré un jour de jeûne et de pénitence. En Suisse, les pestes de Bâle en 1541 et de Berne en 1565 et 1577 sont ainsi suivies de jours de jeûne. En faisant pénitence, la population demande à Dieu sa clémence.

### Pratique genevoise et suisse
Le premier jeûne connu à Genève remonte au début du mois d'octobre 1567, à l'occasion d'une répression contre les huguenots lyonnais, et ce trois ans après la mort de Jean Calvin. Le massacre de la Saint-Barthélemy, le 24 août 1572, incite aussi la population genevoise à jeûner le 3 septembre par solidarité.
En 1639, durant la guerre de Trente Ans, les cantons protestants instaurent un jour de jeûne commun pratiqué chaque année en septembre afin de remercier Dieu de leur avoir épargné la guerre. Au XVIIIe siècle, la Compagnie des pasteurs de Genève déplore le manque d'assiduité des fidèles durant cette journée.
En 1796, les cantons catholiques se joignent au jeûne annuel qui se déroule le 8 septembre. La Révolution genevoise de 1792 ne porte pas atteinte à la pratique et l'occupation napoléonienne (1798-1813), si elle porte un coup à cette pratique en Suisse, ne le fait pas à Genève où le jeûne devient synonyme de patriotisme et permet l'affirmation de l'identité genevoise et protestante. C'est d'ailleurs à cette époque que s'établit le lien erroné avec le massacre de la Saint-Barthélemy.
La signification patriotique et religieuse du Jeûne genevois se poursuit durant la première moitié du XIXe siècle lorsque les communes catholiques sardes et savoyardes rejoignent le territoire genevois.

### Officialisation
Dès 1817, le jeûne est célébré séparément par les deux confessions dans tous les cantons. Sur proposition du canton d'Argovie, la Diète fédérale décrète le 1er août 1832 que le 8 septembre puis le troisième dimanche de septembre serait jour officiel de jeûne pour tous les cantons : c'est la naissance du Jeûne fédéral. Par conséquent, le Jeûne genevois se voit supprimé jusqu'en 1837 où les protestants genevois s'opposent à cette décision œcuménique et décident d'instaurer à nouveau le Jeûne genevois, fête à la fois patriotique et religieuse officialisée en 1840, et tenu le jeudi qui suit le premier dimanche de septembre puisqu'il s'agit du seul jour de la semaine sans marché.
Férié jusqu'en 1869, il est ensuite fêté de façon moins institutionnelle. C'est le 8 janvier 1966 que le Grand Conseil inscrit dans la constitution le caractère férié du jour du Jeûne genevois.

## Traditions

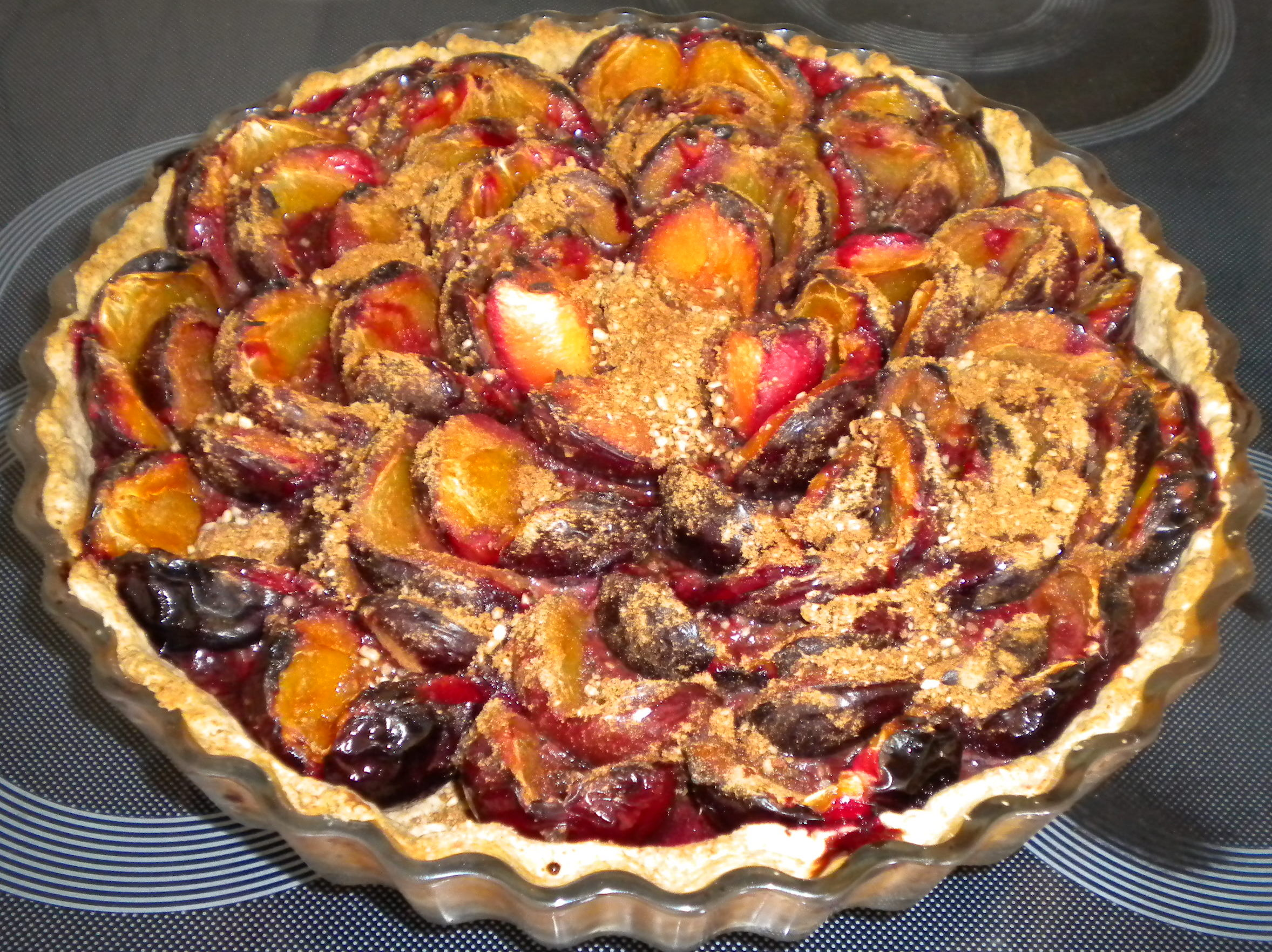
Tarte aux pruneaux, devenue le symbole de cette journée.

En raison du jeûne, les repas étant réduits au minimum, les auberges restaient le plus souvent fermées. Pour que les femmes et les domestiques puissent participer au culte, des tartes étaient préparées et cuites la veille pour remplacer le repas. C'est ainsi que naquit la tradition de la tarte aux pruneaux, initialement la seule collation de la journée, avant de devenir bien souvent le point d'orgue d'un repas.